# Scheherezade
Scheherazade, Sheherazade, Sheihrazade, Sherezade, Sherazade, Shahrazadas, Shahrazad (en persa: شهرزاد‎, Shahrzād)o también llamaba Scheznarda (según la edición "Clasicos Ilustrados" de la editorial "Alma") es el personaje y la narradora principal de la recopilación de cuentos en farsi titulada Las mil y una noches.

## Historia
La historia por capítulos cuenta que el sultán Shahriar (en persa: شهریار‎ «rey») desposaba una virgen cada día y la mandaba decapitar al día siguiente. Todo esto lo hacía en venganza, pues encontró a su primera esposa engañándolo. Ya había mandado matar a tres mil mujeres cuando conoció a Scheherezade.
Hija del gran visir de Shahriar, Scheherezade, se ofrece al rey en contra de la voluntad de su padre, con el fin de aplacar su ira. 
Una vez en las cámaras reales, Scheherezade le pide al sultán dar un último adiós a su amada hermana, Dunyazad. Al acceder a su petición y encontrar a su hermana, ésta le pide un cuento, como secretamente había planeado Scheherezade, y, así, la esposa del sultán inicia una narración que dura toda la noche.
Scheherezade mantiene así al rey despierto, escuchando con asombro e interés la primera historia, de modo que pide que prosiga el relato, y Scheherezade aduce la llegada del alba para postergar la continuación hasta la noche siguiente. Shahriar la mantiene con vida ante la perspectiva de la narración por venir. El mismo acontecimiento se repite durante una y otra noche, encadenando los relatos uno tras otro y dentro de otro, hasta que, después de mil y una noches de diversas aventuras, y ya con tres hijos, no solo el rey había sido entretenido sino también educado sabiamente en moralidad y amabilidad por Scheherazade, quien de concubina pasa a ser esposa del rey de pleno derecho.
El núcleo de estas historias está formado por un antiguo libro persa llamado Hezar-afsana o los Mil mitos (en persa: هزارافسانه).

## Origen del personaje

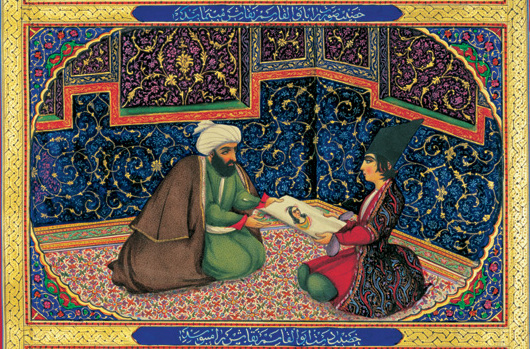
Sherazada y el sultán, miniatura persa de Sani ol molk (1849-1856).

Scheherezade ha sido identificada, confundida, o parcialmente derivada de la legendaria reina Homāy, hija de Bahman, que tenía el epíteto Čehrzād o Čehrāzād (شهرزاد), 'aquella cuya apariencia es noble'. 
También se dice que la madre de Harún al-Rashid, al-Jayzuran, influyó en el personaje de Scheherezade.
Scheherezade además de ser la protagonista del extenso relato anónimo Las mil y una noches da nombre a una de las principales obras del compositor ruso Rimski-Kórsakov.
En 1996 se creó una serie de dibujos animados que emitía el canal France 2 titulada Princesse Shéhérazade.